# Henrique Meirelles

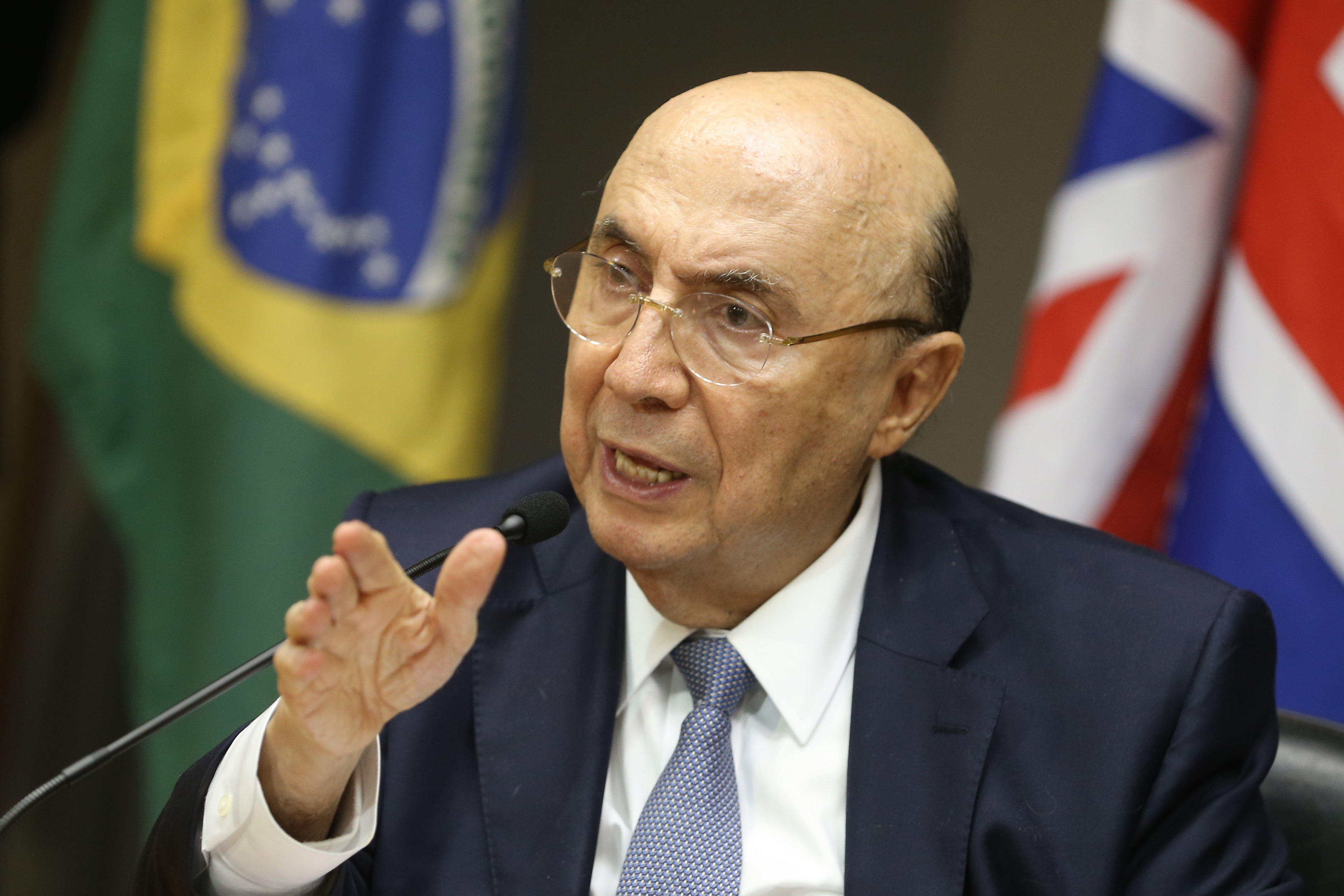
Henrique Meirelles, 2017

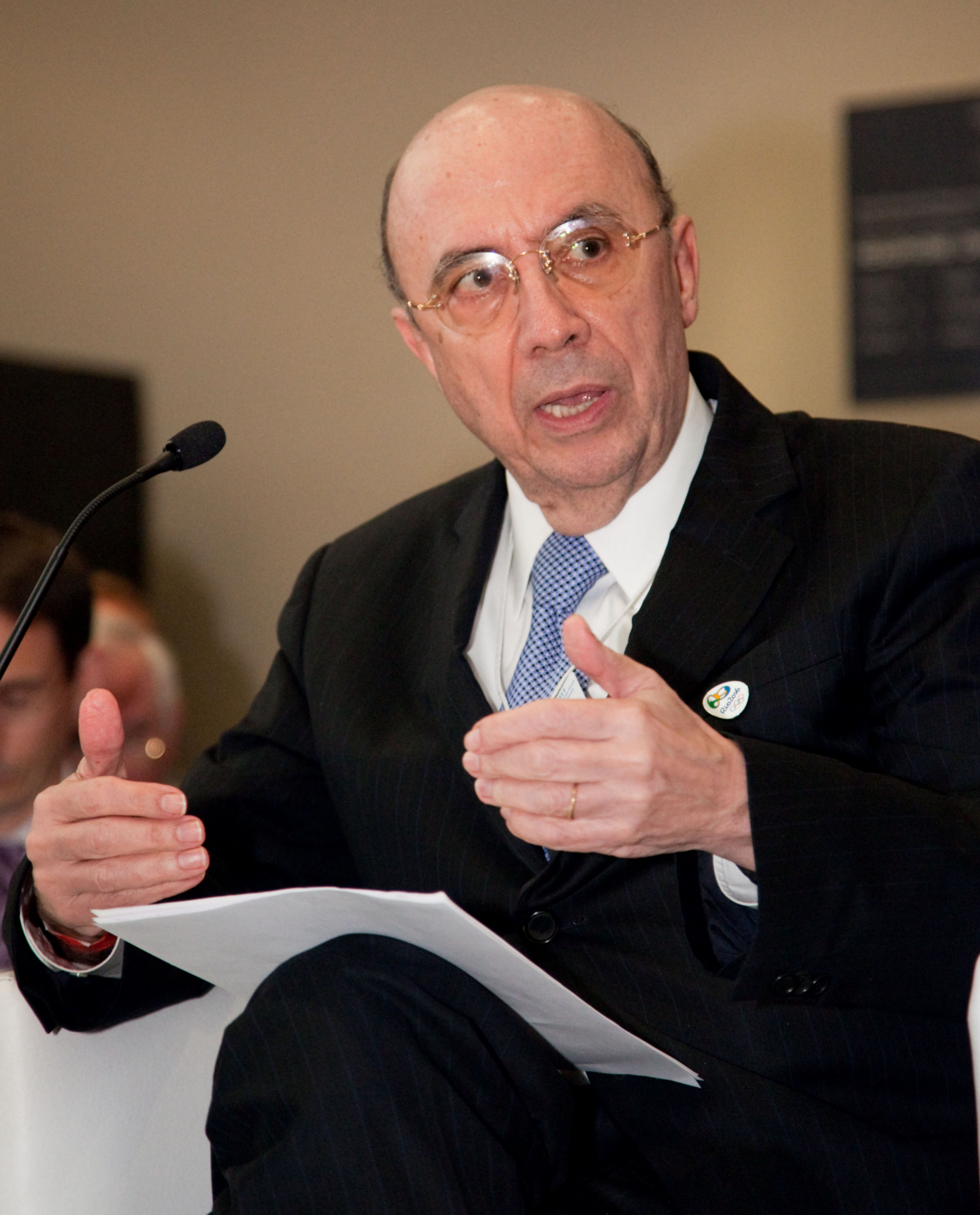
Henrique Meirelles beim Weltwirtschaftsforum über Lateinamerika in Rio de Janeiro, 2011.

Henrique de Campos Meirelles (* 31. August 1945 in Anápolis, Goiás) ist ein brasilianischer Banker und seit 2018 Politiker des MDB, früher Präsident der Banco Central do Brasil und von 2016 bis 2018 Finanzminister Brasiliens. Er gilt als exzellenter Finanzfachmann und ist Präsident des Verwaltungsrats von J&F Investimentos, der größten privaten Wirtschaftsgruppe Brasiliens, sowie Mitglied des Board of Directors von Azul Airlines. Meirelles ist stark US-amerikanisch geprägt und gilt als zentrale Schachfigur der US-Wirtschaft in Brasilien. Seit Anfang 2019 war er Staatssekretär für Finanzen des Bundesstaates São Paulo. 

## Leben

### Berufskarriere
Seine Familie bekleidet seit Generationen als Staatsbeamte hohe politische Ämter. Zunächst studierte Henrique Meirelles ab 1972 Bauingenieurwesen an der Polytechnischen Schule der Universidade de São Paulo (USP) und machte 1974 einen MBA in Business Administration des Instituto Coppead da Universidade Federal do Rio de Janeiro (UFRJ). Er besuchte das Advanced Management Program (AMP) an der Harvard Business School in 1984 und erhielt einen Ehrendoktor des Bryant College.
Meirelles begann seine berufliche Tätigkeit 1974 bei der FleetBoston in Boston, Massachusetts, damals eine der ältesten Banken der Welt, dessen Präsident er ab 1984 in der brasilianischen Filiale wurde. Nach der Gründung der BankBoston Corp. ging er wieder in die Vereinigten Staaten und übernahm als CEO, zwischen 1996 und 1999, die FleetBoston Financial. 1999 fusionierte BankBoston Corp. mit der FleetBoston und er wurde ab 1999 COO des Global Banking-Geschäfts. Insgesamt hatte Meirelles 28 Jahre bei der amerikanischen Bank verbracht. 2002 zog er sich aus dem Geschäftsleben zurück.

### Politische Karriere
Im Jahr 2002 startete er seine politische Karriere, kandidierte für den Bundesstaat Goiás und wurde mit über 183.000 Stimmen als Senator für den PSDB in den Nationalkongress gewählt. Ein Jahr später wurde er Präsident der Zentralbank von Brasilien, von Januar 2003 bis November 2010, unter Präsident Lula da Silva. Er gilt bis heute als Garant für Lulas erfolgreiche Wirtschaftspolitik während seiner ersten Amtszeit.
Nach seinem Rückzug aus der Regierung Lula 2010 baute Meirelles für das brasilianische Fleischimperium JBS die Holding auf, gründete deren Hausbank und agierte als Lobbyist des größten privaten Imperiums in Brasilien – im Land und vor allem in den USA, wo der brasilianische Konzern führender Fleischverarbeiter ist. Meirelles hat wegen seines CEO-Jobs an der Wall Street Verbindungen in die US-Finanzwelt. Außerdem sitzt er in mehreren Verwaltungsräten, so etwa auch bei Lloyds in London, deren Sitz er im Mai 2016 mit dem Antritt als Finanzminister abgegeben hat. Im April 2018 übergab er das Amt des Finanzministers an seinen Nachfolger.
Henrique Meirelles war für den Movimento Democrático Brasileiro (MDB, bis 2017 PMDB) zur Präsidentschaftswahl in Brasilien 2018 angetreten, erreichte jedoch mit  1.288.950 oder 1,2 % nur den siebten Rang.
Von Gouverneur João Doria Júnior wurde er für die Zeit vom 1. Januar 2019 bis 1. April 2022 zum Staatssekretär für Finanzen des Bundesstaates São Paulo (Secretário da Fazenda e Planejamento de São Paulo) berufen.

## Privates
Henrique de Campos Meirelles ist mit der deutschstämmigen Psychotherapeutin Eva Missine seit dem Jahr 2000 verheiratet.